# Hlinná
Obec Hlinná (německy Hlinnay) se nachází v okrese Litoměřice v Ústeckém kraji, přibližně 4,5 km severozápadně od Litoměřic. Žije v ní 291 obyvatel.

## Poloha
Nevelká vesnice se rozkládá v Českém středohoří nad městem Litoměřice, na mírném jihozápadním svahu v kotlině pod Lysou horou a Hradištěm, které se tyčí přímo nad Hlinnou a obepínají ji ze severovýchodní až jihovýchodní strany. Jižním směrem se otevřená krajina sklání přes Miřejovice k Litoměřicím, na jihozápad od Hlinné se zvedá vrch Plešivec, od severozápadu obec chrání mohutný masiv Varhoště. V obci pramení Tlučeňský potok, jenž směrem na severozápad odtud vytváří Tlučeňské údolí, které klesá k Sebuzínu.

## Historie
První písemná zmínka pochází z roku 1337. Od 1. července 1980 do 30. června 1990 byla obec spolu se svými částmi Kundratice, Lbín a Tlučeň součástí města Litoměřice.

## Obyvatelstvo
|                                                                              | 1869 | 1880 | 1890 | 1900 | 1910 | 1921 | 1930 | 1950 | 1961 | 1970 | 1980 | 1991 | 2001 | 2011 |
| ---------------------------------------------------------------------------- | ---- | ---- | ---- | ---- | ---- | ---- | ---- | ---- | ---- | ---- | ---- | ---- | ---- | ---- |
| Obyvatelé                                                                    | 433  | 405  | 367  | 354  | 337  | 346  | 336  | 162  | 149  | 101  | 82   | 62   | 95   | 119  |
| Domy                                                                         | 68   | 71   | 71   | 68   | 70   | 67   | 69   | 49   | 77   | 29   | 27   | 41   | 54   | 54   |
| Data z roku 1961 zahrnují i domy z místních částí Kundratice, Lbín a Tlučeň. |      |      |      |      |      |      |      |      |      |      |      |      |      |      |

## Pamětihodnosti
- Přírodní rezervace Holý vrch u Hlinné a přírodní památka Hradiště – návrší nad vsí s výskytem vzácné stepní květeny, zvláště pak koniklece otevřeného. Z obou lokalit se nadto nabízejí výhledy zejména jižním směrem na město Litoměřice.
- Lípa v Hlinné – památný strom na východním okraji obce
- Venkovská usedlost čp. 12
- Kříž

## Části obce
- Hlinná
- Kundratice
- Lbín
- Tlučeň